# آلن کالینز
آلن کالینز (انگلیسی: Allen Collins; ۱۹ ژوئیهٔ ۱۹۵۲ – ۲۳ ژانویهٔ ۱۹۹۰) یک موسیقی‌دان اهل ایالات متحده آمریکا بود. وی بین سال‌های ۱۹۶۴ تا ۱۹۸۶ میلادی فعالیت می‌کرد.